# Raptor Research Foundation
La Raptor Research Foundation (RRF) è una società ornitologica con sede negli Stati Uniti, incentrata sul comportamento, sull'ecologia e sulla conservazione degli uccelli predatori. Fu fondata l'11 febbraio 1966 come società scientifica senza fini di lucro con l'obiettivo primario di accumulare e diffondere informazioni scientifiche su falchi, aquile, falchi e gufi. Pubblica la rivista trimestrale The Journal of Raptor Research, nonché una newsletter, Wingspan.
L'RRF è membro dell'Ornithological Council.